# Битка код Формињија
Битка код Формињија вођена је 15. априла 1450. године током Стогодишњег рата између француске и енглеске војске. Завршена је победом Француза.

## Позадина

### Примирје у Туру
Након преласка Бургундије на страну Француске (миром у Арасу 20. септембра 1435), однос снага у стогодишњем рату преокренуо се у корист Француске, а енглеске снаге у Француској приморане су на дефанзиву. Пошто се Париз предао Шарлу VII без борбе (13. априла 1436), низ енглеских поседа у Нормандији и северној Француској постепено је освојен (1436-1443), па је под утицајем све јаче пацифистичке струје у Енглеској потписано примирје у Туру (28. маја 1444).

### Француске реформе
Шарл VII искористио је примирје за спровођење значајних војних реформи: најамничке банде стављене су под краљевску контролу, а 1445. формирано је 15 ордонанс-компанија од по 600 људи, језгро будуће стајаће војске Француске. Зачетак француске пешадије милицијског типа били су слободни стрелци, позивани под заставу од 1448. по специјалном кључу. И развоју артиљерије посвећена је посебна пажња, нарочито изради оруђа и обезбеђивању стручног кадра. Захваљујући спроведеној реорганизацији, Француска је при крају стогодишњег рата располагала најбоље организованом војском у Европи.

### Наставак рата
Изненадни напад Енглеза на Фужер (24. марта 1449), означио је прекид примирја. У августу 1449. поново су почела дејства у Нормандији и Гијени. Реорганизована француска војска, а посебно њена побољшана артиљерија, успешно су се носиле са енглеским снагама у опседнутим градовима. Нормандија је, захваљујући подршци њених становника, ослобођена за годину дана. Да би сачувала део Нормандије, исцрпена енглеска сакупила је је уз велике напоре, војску јачине 1.275 коњаника и 2.081 стрелца која се, под командом Томаса Кирила, искрцала у октобру 1450. код Шербура.

## Битка
До одлучујућег судара између ове енглеске војске и француских снага, јачине око 3.000 људи, дошло је 15. априла 1450. код Формињија у Нормандији. Француску војску предводили су Жан I Бурбон и Артур III, а енглеску Томас Кирјел. Држећи се енглеске тактике из битака код Кресија, Поатјеа и Азенкура, иако му је ситуација (пре свега, надмоћ француске артиљерије над енглеским стрелцима, која је дотадашњу одбрамбену тактику Енглеза у биткама на отвореном пољу учинила неодрживом) налагала измењени борбени поступак, Кирил је пружио Французима одличну прилику за реванш. Енглеска војска је тешко поражена, међу заробљеницима био је и Томас Кирил.
Битка је донела једну новину у тактици стогодишњег рата. Енглези су, по обичају, заузели јак одбрамбени положај на једном брегу, али уместо да их директно напада, француски конетабл Артур, гроф Ришмона и брат војводе Бретање, је распоредио топове и бомбардовао их све док им није растурио бојни ред. После тога их је лако разбио.

## Последице
За пораз су Енглези оптуживали Кирјела који је извео покрет захођења како би обезбедио бољи положај. Сличну тактику Енглези су користили више пута у Стогодишњем рату (Креси, Поатје, Азенкур). Приметно је и добро дејство француских кулеврина. Највећи део енглеске коњице успео је да се спаси повлачењем. Стрелци су изгинули. Енглези су битком код Формињија избачени из Нормандије. Енглески гарнизон у Кану био је принуђен да капитулира у јуну 1450. пред далеко надмоћнијим снагама противника.